# 奄列
是煎熟的雞蛋，中間或可放些餡料捲着、源於法国。做法是先在平底锅内加進蛋汁煎到凝固，再將煎好的圓形蛋餅對折成半圓形即可。

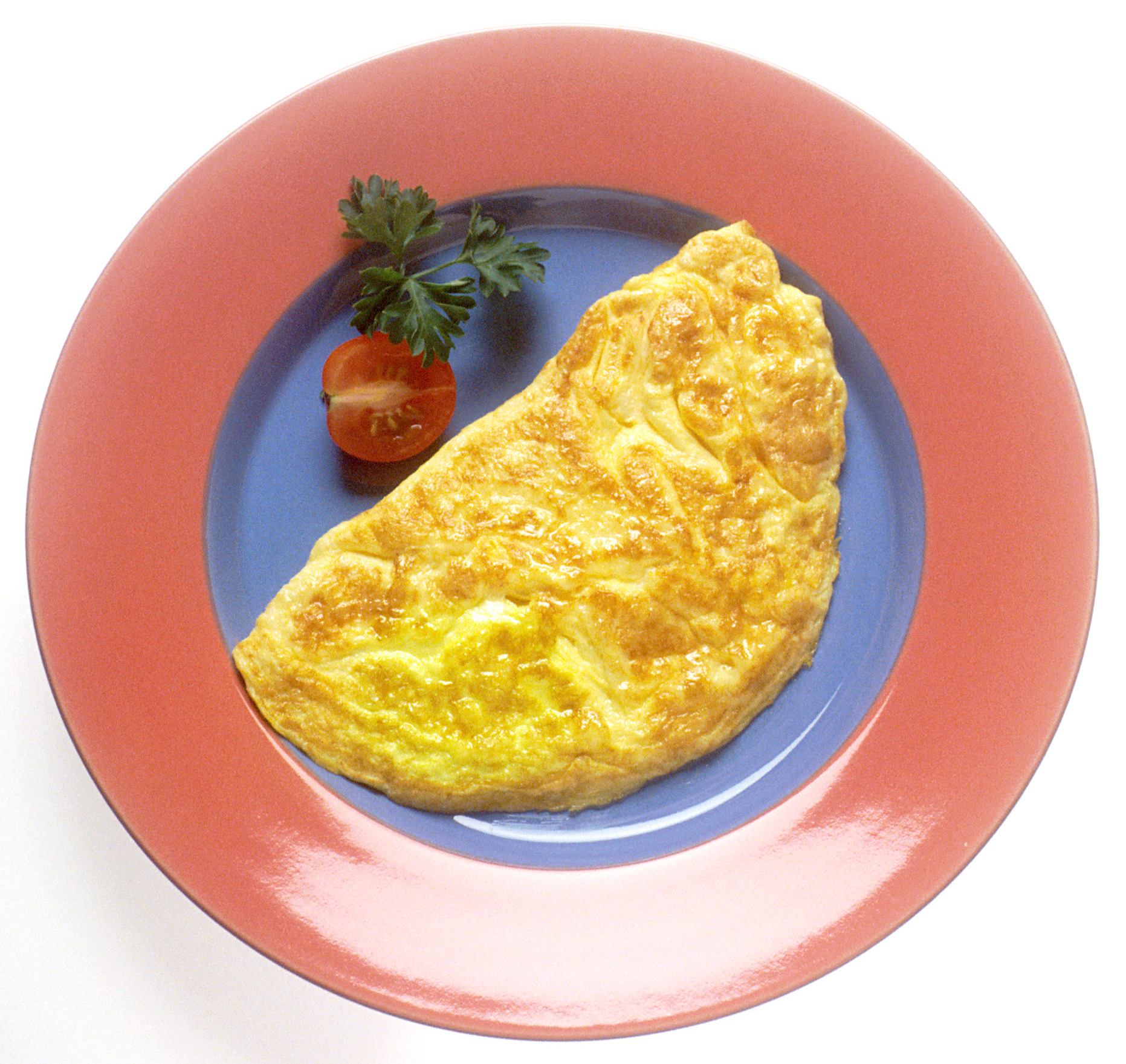
一碟奄列

香港式茶餐廳會放火腿、粗鹽醃牛肉、鮮牛肉、午餐肉、豌豆作為西式蛋餅的餡料；台灣則流行用培根作餡料，稱為「培根歐姆蛋」。
在日本，則會在內放入蕃茄醬炒飯改造成蛋包飯，成為日本國內無人不曉的一道日本洋食（之所以稱為Omuraisu，是因为Omelet + rice）。

## 历史
歐姆蛋歷史悠久，源於16世紀法國、隨後被宮廷內廣泛使用向外普及。 

## 外部連結
维基共享资源上的相關多媒體資源：奄列